# Agricola (bordspel)
Agricola is een bordspel voor 1 tot 5 spelers. De naam agricola is Latijn en betekent "boer". Het spel wordt gespeeld in beurten.
Iedere speler heeft aan het begin van het spel niet meer dan een houten huis met twee vertrekken, waarin een boerenechtpaar woont. De spelers verzamelen grondstoffen zoals hout en leem, breiden hun gezin uit en zorgen voor voldoende voedsel voor iedereen. Ze ploegen akkers en beplanten deze met graan en groene gewassen. Ook houden ze schapen, varkens en runderen. De speler die zijn boerderij het beste ontwikkelt, is de winnaar.
Inmiddels is er een uitbreiding op de markt verschenen, Agricola Veenboeren. Hiervoor heeft men het basisspel nodig.
In Veenboeren worden naast een nieuwe diersoort "het paard" ook nog nieuwe velden geïntroduceerd, namelijk Veen en Bos.
Verder is er niet meer alleen sprake van voedingswaren, maar ook Brandstofwaarde. Dit is noodzakelijk om je huizen warm te houden.
Als hier geen rekening mee wordt gehouden, worden de bewoners van het huis ziek en kunnen de ronde erna niet worden ingezet.
Ook zitten er twee nieuwe kaartendecks in de uitbreiding, waarmee het spel nog uitdagender wordt. 
Het spel werd genomineerd voor Speelgoed van het jaar 2009.